# صيغة ليجندر
في الرياضيات وبالخصوص في نظرية الأعداد، صيغة لجندر تعطي صيغةً لإيجاد أس أكبر قوى عدد أولي يقسم المضروب {\displaystyle n!}. سُمّيت الصيغة نسبةً إلى أدريان ماري ليجاندر.

## الصيغة
لأي عدد أولي {\displaystyle p} وأي عدد صحيح موجب {\displaystyle n}، ليكن {\displaystyle \nu _{p}(n)} أس أكبر قوة لـ{\displaystyle p} التي تقسم {\displaystyle n}. صيغة ليجندر تنص على أنّ
{\displaystyle \nu _{p}(n!)=\sum _{i=1}^{\infty }\left\lfloor {\frac {n}{p^{i}}}\right\rfloor ,}حيث أنّ {\displaystyle \lfloor x\rfloor } هي الدالة الدرجية. رغم أنّ الطرف الأيمن هو مجموع لانهائي، فإن لأي قيمتين {\displaystyle p,n}، لا بدّ أن تصير حدود المجموع الأيمن أصفاراً بعد عدد نهائي من الحدود.